# Mfarake
Mfarake (en árabe: مفركة mofarakah o mufaraqah) también conocido como batata wa bayd (en árabe: بطاطا وبيض‎ ‘patatas con huevo’) es un plato de patata, huevo, cebolla, manteca ghee, aliñado con comino, sal y pimienta y decorado con cilantro picado. Este plato es muy sencillo de hacer para almuerzo, comida o cena. Se suele servir con pan árabe (pan pita) y té árabe.
El Mfarake es un mezze típico de todo el mundo árabe, pero especialmente en el Levante (Jordania, Líbano, Palestine, Siria).

## Etimología
El término mfarake (árabe: مفركة) deriva del verbo árabe farak (فرك) que significa «frotar» o «demoler». La raíz también se usa para describir el trillado del trigo completamente maduro. De hecho «trigo» viene del latín, triticum, de  terere, «frotar». El frikeh, otro plato árabe, de trigo, también procede del verbo farak. 
Así pues, mfarake hace referencia a lo que se desmorona o se divide en pedazos, describiendo de la forma en que el huevo cae en pedazos alrededor de las papas.

## Preparación
Cortar las cebollas y freírlas en una cacerola con aceite de oliva a fuego medio-bajo hasta que estén bien hechas. Luego agregar las papas, peladas y cortadas en dados pequeños, sazonar con comino, salpimentar y agregar un cuarto de taza de agua hervida. Cocinar a fuego lento hasta que las papas estén tiernas, pero no hayan perdido su forma. Los huevos batidos se vierten sobre las papas y se agitan suavemente hasta que todo el huevo esté cocido; se guarnece con las hojas de cilantro agregan antes de servir.